# Campeonato Neerlandês de Patinação Artística no Gelo
O Campeonato Neerlandês de Patinação Artística no Gelo (em neerlandês:  Nederlandse Kunstrijden Kampioenschappen) é uma competição nacional anual de patinação artística no gelo dos Países Baixos. Os patinadores atualmente competem em dois eventos, individual masculino e individual feminino, no nível sênior. os eventos em duplas e de dança no gelo não são disputados desde 1996 e 2007, respectivamente. 
A competição determina os campeões nacionais e os representantes dos Países Baixos em competições internacionais como Campeonato Mundial, Campeonato Mundial Júnior, Campeonato Europeu e os Jogos Olímpicos de Inverno.

## Edições
| Ano  | Edição | Cidade sede      | Sênior | Sênior | Sênior | Sênior | Ref                           |
| Ano  | Edição | Cidade sede      | M      | F      | P      | D      | Ref                           |
| ---- | ------ | ---------------- | ------ | ------ | ------ | ------ | ----------------------------- |
| 1950 | 1.ª    | Haia             | •      | •      | –      | –      | [ 1 ] [ 2 ] [ 3 ] [ 4 ] [ 5 ] |
| 1951 | 2.ª    | Haia             | •      | •      | –      | –      | [ 1 ] [ 2 ] [ 3 ] [ 4 ] [ 5 ] |
| 1952 | 3.ª    | Haia             | –      | •      | –      | –      | [ 1 ] [ 2 ] [ 3 ] [ 4 ] [ 5 ] |
| 1953 | 4.ª    | Haia             | –      | •      | –      | –      | [ 1 ] [ 2 ] [ 3 ] [ 4 ] [ 5 ] |
| 1954 | 5.ª    | Haia             | –      | •      | –      | –      | [ 1 ] [ 2 ] [ 3 ] [ 4 ] [ 5 ] |
| 1955 | 6.ª    | Haia             | –      | •      | –      | –      | [ 1 ] [ 2 ] [ 3 ] [ 4 ] [ 5 ] |
| 1956 | 7.ª    | Haia             | –      | •      | –      | •      | [ 1 ] [ 2 ] [ 3 ] [ 4 ] [ 5 ] |
| 1957 | 8.ª    | Haia             | –      | •      | –      | •      | [ 1 ] [ 2 ] [ 3 ] [ 4 ] [ 5 ] |
| 1958 | 9.ª    | Haia             | •      | •      | –      | •      | [ 1 ] [ 2 ] [ 3 ] [ 4 ] [ 5 ] |
| 1959 | 10.ª   | Haia             | •      | •      | –      | •      | [ 1 ] [ 2 ] [ 3 ] [ 4 ] [ 5 ] |
| 1960 | 11.ª   | Haia             | •      | •      | –      | •      | [ 1 ] [ 2 ] [ 3 ] [ 4 ] [ 5 ] |
| 1961 | 12.ª   | Haia             | •      | •      | –      | •      | [ 1 ] [ 2 ] [ 3 ] [ 4 ] [ 5 ] |
| 1962 | 13.ª   | Haia             | •      | •      | –      | •      | [ 1 ] [ 2 ] [ 3 ] [ 4 ] [ 5 ] |
| 1963 | 14.ª   | Haia             | •      | •      | –      | •      | [ 1 ] [ 2 ] [ 3 ] [ 4 ] [ 5 ] |
| 1964 | 15.ª   | Haia             | •      | •      | –      | •      | [ 1 ] [ 2 ] [ 3 ] [ 4 ] [ 5 ] |
| 1965 | 16.ª   | Haia             | •      | •      | –      | •      | [ 1 ] [ 2 ] [ 3 ] [ 4 ] [ 5 ] |
| 1966 | 17.ª   | Haia             | •      | •      | –      | •      | [ 1 ] [ 2 ] [ 3 ] [ 4 ] [ 5 ] |
| 1967 | 18.ª   | Haia             | •      | •      | –      | •      | [ 1 ] [ 2 ] [ 3 ] [ 4 ] [ 5 ] |
| 1968 | 19.ª   | Haia             | •      | •      | –      | –      | [ 1 ] [ 2 ] [ 3 ] [ 4 ] [ 5 ] |
| 1969 | 20.ª   | 's-Hertogenbosch | •      | •      | –      | –      | [ 1 ] [ 2 ] [ 3 ] [ 4 ] [ 5 ] |
| 1970 | 21.ª   | Heerenveen       | •      | •      | –      | –      | [ 1 ] [ 2 ] [ 3 ] [ 4 ] [ 5 ] |
| 1971 | 22.ª   | Eindhoven        | •      | •      | –      | –      | [ 1 ] [ 2 ] [ 3 ] [ 4 ] [ 5 ] |
| 1972 | 23.ª   | Groningen        | •      | •      | –      | –      | [ 1 ] [ 2 ] [ 3 ] [ 4 ] [ 5 ] |
| 1973 | 24.ª   | Heerenveen       | •      | •      | –      | –      | [ 1 ] [ 2 ] [ 3 ] [ 4 ] [ 5 ] |
| 1974 | 25.ª   | Amsterdã         | •      | •      | –      | –      | [ 1 ] [ 2 ] [ 3 ] [ 4 ] [ 5 ] |
| 1975 | 26.ª   | Haia             | •      | •      | –      | –      | [ 1 ] [ 2 ] [ 3 ] [ 4 ] [ 5 ] |
| 1976 | 27.ª   | Haia             | –      | •      | –      | –      | [ 1 ] [ 2 ] [ 3 ] [ 4 ] [ 5 ] |
| 1977 | 28.ª   | Amsterdã         | –      | •      | –      | –      | [ 1 ] [ 2 ] [ 3 ] [ 4 ] [ 5 ] |
| 1978 | 29.ª   | Tilburgo         | –      | •      | –      | –      | [ 1 ] [ 2 ] [ 3 ] [ 4 ] [ 5 ] |
| 1979 | 30.ª   | Amsterdã         | •      | •      | –      | –      | [ 1 ] [ 2 ] [ 3 ] [ 4 ] [ 5 ] |
| 1980 | 31.ª   | Groningen        | •      | •      | –      | –      | [ 1 ] [ 2 ] [ 3 ] [ 4 ] [ 5 ] |
| 1981 | 32.ª   | Groningen        | •      | •      | –      | –      | [ 1 ] [ 2 ] [ 3 ] [ 4 ] [ 5 ] |
| 1982 | 33.ª   | Eindhoven        | •      | •      | –      | –      | [ 1 ] [ 2 ] [ 3 ] [ 4 ] [ 5 ] |
| 1983 | 34.ª   | Heerenveen       | •      | •      | –      | –      | [ 1 ] [ 2 ] [ 3 ] [ 4 ] [ 5 ] |
| 1984 | 35.ª   | Zoetermeer       | •      | •      | –      | –      | [ 1 ] [ 2 ] [ 3 ] [ 4 ] [ 5 ] |
| 1985 | 36.ª   | Den Bosch        | •      | •      | –      | –      | [ 1 ] [ 2 ] [ 3 ] [ 4 ] [ 5 ] |
| 1986 | 37.ª   | Eindhoven        | •      | •      | –      | –      | [ 1 ] [ 2 ] [ 3 ] [ 4 ] [ 5 ] |
| 1987 | 38.ª   | Zoetermeer       | •      | •      | –      | –      | [ 1 ] [ 2 ] [ 3 ] [ 4 ] [ 5 ] |
| 1988 | 39.ª   | Groningen        | •      | •      | –      | •      | [ 1 ] [ 2 ] [ 3 ] [ 4 ] [ 5 ] |
| 1989 | 40.ª   | Geleen           | •      | •      | –      | •      | [ 1 ] [ 2 ] [ 3 ] [ 4 ] [ 5 ] |
| 1990 | 41.ª   | Groningen        | •      | •      | –      | •      | [ 1 ] [ 2 ] [ 3 ] [ 4 ] [ 5 ] |
| 1991 | 42.ª   | Amsterdã         | •      | •      | –      | •      | [ 1 ] [ 2 ] [ 3 ] [ 4 ] [ 5 ] |
| 1992 | 43.ª   | Haia             | •      | •      | –      | •      | [ 1 ] [ 2 ] [ 3 ] [ 4 ] [ 5 ] |
| 1993 | 44.ª   | Heerenveen       | •      | •      | –      | •      | [ 1 ] [ 2 ] [ 3 ] [ 4 ] [ 5 ] |
| 1994 | 45.ª   | Zoetermeer       | •      | •      | •      | •      | [ 1 ] [ 2 ] [ 3 ] [ 4 ] [ 5 ] |
| 1995 | 46.ª   | Tilburgo         | •      | •      | •      | •      | [ 1 ] [ 2 ] [ 3 ] [ 4 ] [ 5 ] |
| 1996 | 47.ª   | Zoetermeer       | •      | •      | •      | –      | [ 1 ] [ 2 ] [ 3 ] [ 4 ] [ 5 ] |
| 1997 | 48.ª   | Groningen        | •      | •      | –      | –      | [ 1 ] [ 2 ] [ 3 ] [ 4 ] [ 5 ] |
| 1998 | 49.ª   | Tilburgo         | •      | •      | –      | –      | [ 1 ] [ 2 ] [ 3 ] [ 4 ] [ 5 ] |
| 1999 | 50.ª   | Tilburgo         | •      | •      | –      | –      | [ 1 ] [ 2 ] [ 3 ] [ 4 ] [ 5 ] |
| 2000 | 51.ª   | Amsterdã         | •      | •      | –      | •      | [ 1 ] [ 2 ] [ 3 ] [ 4 ] [ 5 ] |
| 2001 | 52.ª   | Eindhoven        | •      | •      | –      | •      | [ 1 ] [ 2 ] [ 3 ] [ 4 ] [ 5 ] |
| 2002 | 53.ª   | Groningen        | –      | •      | –      | •      | [ 1 ] [ 2 ] [ 3 ] [ 4 ] [ 5 ] |
| 2003 | 54.ª   | Amsterdã         | •      | •      | –      | •      | [ 1 ] [ 2 ] [ 3 ] [ 4 ] [ 5 ] |
| 2004 | 55.ª   | Groningen        | –      | •      | –      | •      | [ 1 ] [ 2 ] [ 3 ] [ 4 ] [ 5 ] |
| 2005 | 56.ª   | Haia             | –      | •      | –      | •      | [ 1 ] [ 2 ] [ 3 ] [ 4 ] [ 5 ] |
| 2006 | 57.ª   | 's-Hertogenbosch | •      | •      | –      | •      | [ 1 ] [ 2 ] [ 3 ] [ 4 ] [ 5 ] |
| 2007 | 58.ª   | Utrecht          | •      | •      | –      | •      | [ 1 ] [ 2 ] [ 3 ] [ 4 ] [ 5 ] |
| 2008 | 59.ª   | Tilburgo         | •      | •      | –      | –      | [ 1 ] [ 2 ] [ 3 ] [ 4 ] [ 5 ] |
| 2009 | 60.ª   | Heerenveen       | •      | •      | –      | –      | [ 1 ] [ 2 ] [ 3 ] [ 4 ] [ 5 ] |
| 2010 | 61.ª   | Eindhoven        | •      | •      | –      | –      | [ 1 ] [ 2 ] [ 3 ] [ 4 ] [ 5 ] |
| 2011 | 62.ª   | Groningen        | •      | •      | –      | –      | [ 1 ] [ 2 ] [ 3 ] [ 4 ] [ 5 ] |
| 2012 | 63.ª   | Tilburgo         | •      | •      | –      | –      | [ 1 ] [ 2 ] [ 3 ] [ 4 ] [ 5 ] |
| 2013 | 64.ª   | Dordrecht        | •      | •      | –      | –      | [ 1 ] [ 2 ] [ 3 ] [ 4 ] [ 5 ] |
| 2014 | 65.ª   | Amsterdã         | •      | •      | –      | –      | [ 1 ] [ 2 ] [ 3 ] [ 4 ] [ 5 ] |
| 2015 | 66.ª   | Den Bosch        | •      | •      | –      | –      | [ 1 ] [ 2 ] [ 3 ] [ 4 ] [ 5 ] |
| 2016 | 67.ª   | Haia             | •      | •      | –      | –      | [ 6 ] [ 7 ]                   |

## Lista de medalhistas

### Individual masculino
| Evento                           | Ouro                                      | Prata                                     | Bronze                                    |
| Haia 1950 (detalhes)             | Paul Engelfriet                           | ?                                         | ?                                         |
| Haia 1951 (detalhes)             | Paul Engelfriet                           | ?                                         | ?                                         |
| 1952–1957                        | Não houve disputa do individual masculino | Não houve disputa do individual masculino | Não houve disputa do individual masculino |
| Haia 1958 (detalhes)             | Wouter Toledo                             | ?                                         | ?                                         |
| Haia 1959 (detalhes)             | Wouter Toledo                             | ?                                         | ?                                         |
| Haia 1960 (detalhes)             | Wouter Toledo                             | ?                                         | ?                                         |
| Haia 1961 (detalhes)             | Wouter Toledo                             | ?                                         | ?                                         |
| Haia 1962 (detalhes)             | Wouter Toledo                             | ?                                         | ?                                         |
| Haia 1963 (detalhes)             | Wouter Toledo                             | ?                                         | ?                                         |
| Haia 1964 (detalhes)             | Wouter Toledo                             | Arnoud Hendriks                           | ?                                         |
| Haia 1965 (detalhes)             | Arnoud Hendriks                           | ?                                         | ?                                         |
| Haia 1966 (detalhes)             | Arnoud Hendriks                           | ?                                         | ?                                         |
| Haia 1967 (detalhes)             | Arnoud Hendriks                           | ?                                         | ?                                         |
| Haia 1968 (detalhes)             | Arnoud Hendriks                           | ?                                         | ?                                         |
| 's-Hertogenbosch 1969 (detalhes) | Arnoud Hendriks                           | ?                                         | ?                                         |
| Heerenveen 1970 (detalhes)       | Arnoud Hendriks                           | Rob Ouwerkerk                             | ?                                         |
| Eindhoven 1971 (detalhes)        | Arnoud Hendriks                           | Rob Ouwerkerk                             | ?                                         |
| Groningen 1972 (detalhes)        | Rob Ouwerkerk                             | ?                                         | ?                                         |
| Heerenveen 1973 (detalhes)       | Rob Ouwerkerk                             | Richard Pennekamp                         | ?                                         |
| Amsterdã 1974 (detalhes)         | Rob Ouwerkerk                             | ?                                         | ?                                         |
| Haia 1975 (detalhes)             | Rob Ouwerkerk                             | ?                                         | ?                                         |
| 1976–1978                        | Não houve disputa do individual masculino | Não houve disputa do individual masculino | Não houve disputa do individual masculino |
| Amsterdã 1979 (detalhes)         | Gerard van Hattem                         | ?                                         | ?                                         |
| Groningen 1980 (detalhes)        | Gerard van Hattem                         | Koos van Hattem                           | Arend Basile                              |
| Groningen 1981 (detalhes)        | Gerard van Hattem                         | Koos van Hattem                           | ?                                         |
| Eindhoven 1982 (detalhes)        | Ed van Campen                             | René van Campen                           | ?                                         |
| Heerenveen 1983 (detalhes)       | Ed van Campen                             | ?                                         | ?                                         |
| Zoetermeer 1984 (detalhes)       | Ed van Campen                             | René van Campen                           | ?                                         |
| Den Bosch 1985 (detalhes)        | Ed van Campen                             | Alcuin Schulten                           | ?                                         |
| Eindhoven 1986 (detalhes)        | Alcuin Schulten                           | Ed van Campen                             | Johan van der Neut                        |
| Zoetermeer 1987 (detalhes)       | Alcuin Schulten                           | Johan van der Neut                        | ?                                         |
| Groningen 1988 (detalhes)        | Alcuin Schulten                           | Alex Vrancken                             | Johan van der Neut                        |
| Geleen 1989 (detalhes)           | Alcuin Schulten                           | Alex Vrancken                             | ?                                         |
| Groningen 1990 (detalhes)        | Alcuin Schulten                           | Marcus Deen                               | Alex Vrancken                             |
| Amsterdã 1991 (detalhes)         | Marcus Deen                               | Alcuin Schulten                           | ?                                         |
| Haia 1992 (detalhes)             | Alcuin Schulten                           | Marcus Deen                               | ?                                         |
| Heerenveen 1993 (detalhes)       | Marcus Deen                               | ?                                         | ?                                         |
| Zoetermeer 1994 (detalhes)       | Marcus Deen                               | ?                                         | ?                                         |
| Tilburgo 1995 (detalhes)         | Marcus Deen                               | Thomas Hopman                             | ?                                         |
| Zoetermeer 1996 (detalhes)       | Marcus Deen                               | Thomas Hopman                             | nenhum outro competidor                   |
| Groningen 1997 (detalhes)        | Marcus Deen                               | Thomas Hopman                             | nenhum outro competidor                   |
| Tilburgo 1998 (detalhes)         | Thomas Hopman                             | Marcus Deen                               | nenhum outro competidor                   |
| Tilburgo 1999 (detalhes)         | Maurice Lim                               | Thomas Hopman                             | nenhum outro competidor                   |
| Amsterdã 2000 (detalhes)         | Maurice Lim                               | Michaël Lim                               | Thomas Hopman                             |
| Eindhoven 2001 (detalhes)        | Thomas Hopman                             | nenhum outro competidor                   | nenhum outro competidor                   |
| 2002                             | Não houve disputa do individual masculino | Não houve disputa do individual masculino | Não houve disputa do individual masculino |
| Amsterdã 2003 (detalhes)         | Thomas Hopman                             | nenhum outro competidor                   | nenhum outro competidor                   |
| 2004–2005                        | Não houve disputa do individual masculino | Não houve disputa do individual masculino | Não houve disputa do individual masculino |
| 's-Hertogenbosch 2006 (detalhes) | Christian Gijtenbeek                      | nenhum outro competidor                   | nenhum outro competidor                   |
| Utrecht 2007 (detalhes)          | Christian Gijtenbeek                      | nenhum outro competidor                   | nenhum outro competidor                   |
| Tilburgo 2008 (detalhes)         | Christian Gijtenbeek                      | nenhum outro competidor                   | nenhum outro competidor                   |
| Heerenveen 2009 (detalhes)       | Boyito Mulder                             | nenhum outro competidor                   | nenhum outro competidor                   |
| Eindhoven 2010 (detalhes)        | Boyito Mulder                             | nenhum outro competidor                   | nenhum outro competidor                   |
| Groningen 2011 (detalhes)        | Boyito Mulder                             | Christian Gijtenbeek                      | nenhum outro competidor                   |
| Tilburgo 2012 (detalhes)         | Boyito Mulder                             | Florian Gostelie                          | Christian Gijtenbeek                      |
| Dordrecht 2013 (detalhes)        | Florian Gostelie                          | Christian Gijtenbeek                      | nenhum outro competidor                   |
| Amsterdã 2014 (detalhes)         | Thomas Kennes                             | Florian Gostelie                          | Christian Gijtenbeek                      |
| Den Bosch 2015 (detalhes)        | Thomas Kennes                             | Michel Tsiba                              | Florian Gostelie                          |
| Haia 2016 (detalhes)             | Thomas Kennes                             | Michel Tsiba                              | Florian Gostelie                          |

### Individual feminino
| Evento                           | Ouro                    | Prata                  | Bronze                 |
| Haia 1950 (detalhes)             | Rietje van Erkel        | Trees Cool             | Lidy Stoppelman        |
| Haia 1951 (detalhes)             | Lidy Stoppelman         | Rietje van Erkel       | Joan Haanappel         |
| Haia 1952 (detalhes)             | Lidy Stoppelman         | Joyce Mathyi           | Nellie Maas            |
| Haia 1953 (detalhes)             | Lidy Stoppelman         | Nellie Maas            | Joan Haanappel         |
| Haia 1954 (detalhes)             | Nellie Maas             | Joan Haanappel         | Sjoukje Dijkstra       |
| Haia 1955 (detalhes)             | Joan Haanappel          | Sjoukje Dijkstra       | Lenie Edelman          |
| Haia 1956 (detalhes)             | Joan Haanappel          | Sjoukje Dijkstra       | Jeanine Ferir          |
| Haia 1957 (detalhes)             | Joan Haanappel          | Sjoukje Dijkstra       | Lilian van der Graaf   |
| Haia 1958 (detalhes)             | Joan Haanappel          | Sjoukje Dijkstra       | Jeanine Ferir          |
| Haia 1959 (detalhes)             | Sjoukje Dijkstra        | Joan Haanappel         | Jeanine Ferir          |
| Haia 1960 (detalhes)             | Sjoukje Dijkstra        | Joan Haanappel         | Willy ten Hoopen       |
| Haia 1961 (detalhes)             | Sjoukje Dijkstra        | Truusje Geradts        | Lilian van der Graaf   |
| Haia 1962 (detalhes)             | Sjoukje Dijkstra        | ?                      | ?                      |
| Haia 1963 (detalhes)             | Sjoukje Dijkstra        | Truusje Geradts        | Lily Verbeek           |
| Haia 1964 (detalhes)             | Sjoukje Dijkstra        | Madeleine Hendriks     | Lily Verbeek           |
| Haia 1965 (detalhes)             | Madeleine Hendriks      | Anneke Heijdt          | Magdaleen Fesevur      |
| Haia 1966 (detalhes)             | Anneke Heijdt           | Astrid Feiertag        | Madeleine Hendriks     |
| Haia 1967 (detalhes)             | Anneke Heijdt           | Rieneke Zendijk        | Astrid Feiertag        |
| Haia 1968 (detalhes)             | Anneke Heijdt           | Rieneke Zendijk        | ?                      |
| 's-Hertogenbosch 1969 (detalhes) | Lia Does                | Yvonne Brink           | Willie de Zoete        |
| Heerenveen 1970 (detalhes)       | Lia Does                | Wang-La Liu            | Yvonne Brink           |
| Eindhoven 1971 (detalhes)        | Dianne de Leeuw         | Lia Does               | Sophie Verlaan         |
| Groningen 1972 (detalhes)        | Dianne de Leeuw         | Lia Does               | Sophie Verlaan         |
| Heerenveen 1973 (detalhes)       | Dianne de Leeuw         | Sophie Verlaan         | Anne-Marie Verlaan     |
| Amsterdã 1974 (detalhes)         | Dianne de Leeuw         | Sophie Verlaan         | Anne-Marie Verlaan     |
| Haia 1975 (detalhes)             | Dianne de Leeuw         | Anne-Marie Verlaan     | Sophie Verlaan         |
| Haia 1976 (detalhes)             | Dianne de Leeuw         | Anne-Marie Verlaan     | Sophie Verlaan         |
| Amsterdã 1977 (detalhes)         | Anne-Marie Verlaan      | Sophie Verlaan         | Rudina Pasveer         |
| Tilburgo 1978 (detalhes)         | Astrid Jansen in de Wal | Rudina Pasveer         | Bibiane Pruyn          |
| Amsterdã 1979 (detalhes)         | Astrid Jansen in de Wal | Rudina Pasveer         | Herma van der Horst    |
| Groningen 1980 (detalhes)        | Astrid Jansen in de Wal | Rudina Pasveer         | Li Scha Wang           |
| Groningen 1981 (detalhes)        | Rudina Pasveer          | Li Scha Wang           | Margo van Dijk         |
| Eindhoven 1982 (detalhes)        | Ingrid Aalders          | Li Scha Wang           | Roslund van Horn       |
| Heerenveen 1983 (detalhes)       | Li Scha Wang            | Rudina Pasveer         | Margo van Dijk         |
| Zoetermeer 1984 (detalhes)       | Li Scha Wang            | Tjin Li Wang           | Margo van Dijk         |
| Den Bosch 1985 (detalhes)        | Tjin Li Wang            | Barbara van den Hoogen | Li Scha Wang           |
| Eindhoven 1986 (detalhes)        | Li Scha Wang            | Magdi Stolcenbergen    | Tjin Li Wang           |
| Zoetermeer 1987 (detalhes)       | Li Scha Wang            | Jeltje Schulten        | Astrid Winkelman       |
| Groningen 1988 (detalhes)        | Astrid Winkelman        | Jeltje Schulten        | Marion Krijgsman       |
| Geleen 1989 (detalhes)           | Jeltje Schulten         | Marion Krijgsman       | Daniëlla Roymans       |
| Groningen 1990 (detalhes)        | Astrid Winkelman        | Marion Krijgsman       | Jeltje Schulten        |
| Amsterdã 1991 (detalhes)         | Marion Krijgsman        | Monique van der Velden | Jeltje Schulten        |
| Haia 1992 (detalhes)             | Marion Krijgsman        | Connie Stuiver         | Monique van der Velden |
| Heerenveen 1993 (detalhes)       | Monique van der Velden  | Marion Krijgsman       | Nanda van de Berg      |
| Zoetermeer 1994 (detalhes)       | Monique van der Velden  | Marion Krijgsman       | ?                      |
| Tilburgo 1995 (detalhes)         | Monique van der Velden  | Georgina de Wit        | Haya Leenards          |
| Zoetermeer 1996 (detalhes)       | Georgina de Wit         | Selma Duijn            | Haya Leenards          |
| Groningen 1997 (detalhes)        | Selma Duijn             | Georgina de Wit        | Jessica Lim            |
| Tilburgo 1998 (detalhes)         | Marion Krijgsman        | Jessica Lim            | Selma Duijn            |
| Tilburgo 1999 (detalhes)         | Marion Krijgsman        | Karin Janssens         | Jessica Lim            |
| Amsterdã 2000 (detalhes)         | Karen Venhuizen         | Marion Krijgsman       | Jessica Lim            |
| Eindhoven 2001 (detalhes)        | Karen Venhuizen         | Marion Krijgsman       | Angelika Naaktgeboren  |
| Groningen 2002 (detalhes)        | Karen Venhuizen         | Martine Zuiderwijk     | Sylvana Herrero        |
| Amsterdã 2003 (detalhes)         | Karen Venhuizen         | Martine Zuiderwijk     | Joëlle Bastiaans       |
| Groningen 2004 (detalhes)        | Karen Venhuizen         | Joëlle Bastiaans       | Martine Zuiderwijk     |
| Haia 2005 (detalhes)             | Karen Venhuizen         | Martine Zuiderwijk     | Sharon Resseler        |
| 's-Hertogenbosch 2006 (detalhes) | Karen Venhuizen         | Martine Zuiderwijk     | Sharon Resseler        |
| Utrecht 2007 (detalhes)          | Karen Venhuizen         | Jacqueline Voll        | Sharon Resseler        |
| Tilburgo 2008 (detalhes)         | Karen Venhuizen         | Eva Lim                | Jacqueline Voll        |
| Heerenveen 2009 (detalhes)       | Manouk Gijsman          | Eva Lim                | Jacqueline Voll        |
| Eindhoven 2010 (detalhes)        | Manouk Gijsman          | Eva Lim                | Nathalie Klaassen      |
| Groningen 2011 (detalhes)        | Joyce den Hollander     | Manouk Gijsman         | Manon van Huijgevoort  |
| Tilburgo 2012 (detalhes)         | Manouk Gijsman          | Eva Lim                | Michelle Couwenberg    |
| Dordrecht 2013 (detalhes)        | Michelle Couwenberg     | Kim Bell               | Joyce den Hollander    |
| Amsterdã 2014 (detalhes)         | Eva Lim                 | Niki Wories            | Mila Morelissen        |
| Den Bosch 2015 (detalhes)        | Niki Wories             | Mila Morelissen        | Kim Bell               |
| Haia 2016 (detalhes)             | Niki Wories             | Mila Morelissen        | Nicolien van Beek      |

### Duplas
| Evento                     | Ouro                            | Prata                       | Bronze                      |
| Zoetermeer 1994 (detalhes) | Jeltje Schulten Alcuin Schulten | ?                           | ?                           |
| Tilburgo 1995 (detalhes)   | Jeltje Schulten Alcuin Schulten | ?                           | ?                           |
| Zoetermeer 1996 (detalhes) | Jeltje Schulten Alcuin Schulten | nenhum outro competidor     | nenhum outro competidor     |
| 1997–2016                  | Não houve disputa de duplas     | Não houve disputa de duplas | Não houve disputa de duplas |

### Dança no gelo
| Evento                           | Ouro                                      | Prata                                | Bronze                             |
| Haia 1956 (detalhes)             | Catharina Odink Jacobus Odink             | Kitty Muysenberg Philip van der Mast | ?                                  |
| Haia 1957 (detalhes)             | Catharina Odink Jacobus Odink             | Corrie van Rossum Anton Knaap        | ?                                  |
| Haia 1958 (detalhes)             | Catharina Odink Jacobus Odink             | Corrie van Rossum Anton Knaap        | ?                                  |
| Haia 1959 (detalhes)             | Catharina Odink Jacobus Odink             | Corrie van Rossum Anton Knaap        | Agatha Ruygrok Kees Stolze         |
| Haia 1960 (detalhes)             | Catharina Odink Jacobus Odink             | Jopie Wolff Nico Wolff               | ?                                  |
| Haia 1961 (detalhes)             | Catharina Odink Jacobus Odink             | Jopie Wolff Nico Wolff               | Truusje Geradts Wouter Toledo      |
| Haia 1962 (detalhes)             | Jopie Wolff Nico Wolff                    | Catharina Odink Jacobus Odink        | ?                                  |
| Haia 1963 (detalhes)             | Jopie Wolff Nico Wolff                    | Truusje Geradts Ronald du Burck      | ?                                  |
| Haia 1964 (detalhes)             | Jopie Wolff Nico Wolff                    | Truusje Geradts Ronald du Burck      | ?                                  |
| Haia 1965 (detalhes)             | Truusje Geradts Ronald du Burck           | ?                                    | ?                                  |
| Haia 1966 (detalhes)             | Truusje Geradts Ronald du Burck           | ?                                    | ?                                  |
| Haia 1967 (detalhes)             | Truusje Geradts Ronald du Burck           | ?                                    | ?                                  |
| 1968–1987                        | Não houve disputa de dança no gelo        | Não houve disputa de dança no gelo   | Não houve disputa de dança no gelo |
| Groningen 1988 (detalhes)        | Joanne van Leeuwen Eerde van Leeuwen      | Wil Visser Feike Neef                | ?                                  |
| Geleen 1989 (detalhes)           | Joanne van Leeuwen Eerde van Leeuwen      | ?                                    | ?                                  |
| Groningen 1990 (detalhes)        | Joanne van Leeuwen Eerde van Leeuwen      | ?                                    | ?                                  |
| Amsterdã 1991 (detalhes)         | Joanne van Leeuwen Eerde van Leeuwen      | Marjo 't Hart Hans 't Hart           | ?                                  |
| Haia 1992 (detalhes)             | Joanne van Leeuwen Eerde van Leeuwen      | Marjo 't Hart Hans 't Hart           | ?                                  |
| Heerenveen 1993 (detalhes)       | Chouw Lan Chan Arthur Kosten              | Marjo 't Hart Hans 't Hart           | ?                                  |
| Zoetermeer 1994 (detalhes)       | Anita Chaudhuri Hans 't Hart              | ?                                    | ?                                  |
| Tilburgo 1995 (detalhes)         | Anita Chaudhuri Hans 't Hart              | ?                                    | ?                                  |
| 1996–1999                        | Não houve disputa de dança no gelo        | Não houve disputa de dança no gelo   | Não houve disputa de dança no gelo |
| Amsterdã 2000 (detalhes)         | Marie-Louise Gijtenbeek Xander Gijtenbeek | nenhum outro competidor              | nenhum outro competidor            |
| Eindhoven 2001 (detalhes)        | Marie-Louise Gijtenbeek Xander Gijtenbeek | nenhum outro competidor              | nenhum outro competidor            |
| Groningen 2002 (detalhes)        | Marie-Louise Gijtenbeek Xander Gijtenbeek | nenhum outro competidor              | nenhum outro competidor            |
| Amsterdã 2003 (detalhes)         | Marie-Louise Gijtenbeek Xander Gijtenbeek | nenhum outro competidor              | nenhum outro competidor            |
| Groningen 2004 (detalhes)        | Marie-Louise Gijtenbeek Xander Gijtenbeek | nenhum outro competidor              | nenhum outro competidor            |
| Haia 2005 (detalhes)             | Marie-Louise Gijtenbeek Xander Gijtenbeek | nenhum outro competidor              | nenhum outro competidor            |
| 's-Hertogenbosch 2006 (detalhes) | Marie-Louise Gijtenbeek Xander Gijtenbeek | nenhum outro competidor              | nenhum outro competidor            |
| Utrecht 2007 (detalhes)          | Marie-Louise Gijtenbeek Xander Gijtenbeek | nenhum outro competidor              | nenhum outro competidor            |
| 2008–2016                        | Não houve disputa de dança no gelo        | Não houve disputa de dança no gelo   | Não houve disputa de dança no gelo |